# Margitta Gummel
Margitta Gummel (Magdeburg, 29 de junho de 1941 – Wietmarschen, 26 de janeiro de 2021) foi uma atleta alemã, campeã olímpica do lançamento de peso nos Jogos Olímpicos da Cidade do México em 1968.
Nascida na então Alemanha Oriental do pós-guerra, ela competiu pela primeira vez nos Jogos Olímpicos em Tóquio 1964 na então Equipe Unificada da Alemanha, conseguindo apenas a quinta colocação.
Em 1968, porém, na Cidade do México, ela conquistou o ouro no lançamento de peso, sendo a primeira mulher a atingir uma distância maior que 19 metros em seu arremesso, estabelecendo nova marca mundial de 19,61 m. Quatro anos mais tarde, em Munique, ficou com a medalha de prata na mesma prova. Também alcançou duas vezes a segunda colocação no Campeonatos da Europa de Atletismo em 1966 e 1969.
Assim como diversos outros atletas da Alemanha Oriental nos anos 1970 e 1980, após a reunificação das duas Alemanhas e a abertura dos arquivos das federações esportivas da ex-RDA, Margitta também teve sobre si acusações de uso de doping, no caso dela ingestão de comprimidos de OralTurinabol, menos de três meses antes dos Jogos da Cidade do México, onde ganhou a medalha de ouro.
Morreu em 26 de janeiro de 2021, aos 79 anos, em Wietmarschen.